# Colossendeis gardineri
Colossendeis gardineri is een zeespin uit de familie Colossendeidae. De soort behoort tot het geslacht Colossendeis. Colossendeis gardineri werd in 1907 voor het eerst wetenschappelijk beschreven door Carpenter. 